# La leggenda di Enea
Le leggenda di Enea è un film del 1962, diretto da Giorgio Rivalta, tratto dall'Eneide di Virgilio.
È la diretta continuazione del film La guerra di Troia, diretto da Giorgio Ferroni nel 1961, a sua volta ispirato all'Iliade di Omero.

## Trama
1177 a.C., sette anni dopo la vittoria dei Greci nella Guerra di Troia: i Troiani superstiti, guidati da Enea, divenuto loro capostipite al termine del precedente conflitto e dopo la distruzione della città di Troia, approdano in Italia, nel Lazio, accampandosi nei pressi del Tevere.
Una mattina, mentre i Troiani si abbeverano presso il fiume, i cavalieri di Turno, principe dei Rutuli, attraversano il Tevere coi loro cavalli, provocando un piccolo conflitto, risolto con un'apparente tregua stabilita tra Enea e Turno. Il Rutulo consiglia a Enea di abbandonare quelle terre, ma il Troiano gli risponde che non solo non ne ha alcuna intenzione, ma che chiederà al re Latino di poter ottenere ospitalità presso la città di Laurentum. Il giorno dopo, Turno prova a far desistere i Troiani chiedendo ai pastori di aizzare una mandria contro di loro, ma Enea se ne accorge e sventa il piano, venendo poco dopo ricevuto a Laurentum da Latino e dalla moglie, la regina Amata, alla presenza della figlia, la Principessa Lavinia, dello stesso Turno e dei cavalieri Camilla e Pallante.
Lavinia, inizialmente promessa in sposa a Turno nonostante non ne sia innamorata, dimostra invece di amare Enea fin dall'inizio, e nonostante Amata cerchi in ogni modo di osteggiare la loro storia, esortando Latino a non tirarsi indietro sulla precedente promessa, il re offre ospitalità ad Enea e non annuncia il matrimonio tra la figlia e il Rutulo.
Di lì a pochi giorni, a Laurentum si tiene un torneo di cavalleria, al quale partecipano Camilla, Turno e Pallante. Turno vince, ma la sua vittoria è macchiata da una scorrettezza nei confronti di Pallante, così Enea decide di partecipare a sua volta, vincendo e riconsegnando la cintura (premio del torneo) a Pallante. Il gesto di Enea viene apprezzato da tutti, ma proprio in quel momento irrompono alcuni ufficiali Rutuli, che hanno arrestato due Troiani rei di aver ucciso un sacerdote e il figlio durante una battuta di caccia. I Troiani affermano di averlo fatto per legittima difesa e che alcuni di loro sono stati uccisi a loro volta, ma le loro parole restano inascoltate e si scatena un conflitto tutti contro tutti.
Turno, che ha ancora Camilla dalla sua parte nonostante lei non condivida il suo odio verso il popolo di Enea, assedia i Troiani, i quali a loro volta si rivolgono agli Etruschi. Pallante, invece, rimane fedele a Enea, poiché quello di Turno è stato un tranello volto a mettere le popolazioni latine contro lo stesso Enea. Tuttavia, durante la battaglia, Camilla viene mortalmente colpita da una freccia. I Troiani, seppur strenuamente, riescono a resistere grazie agli arcieri, alla palizzata che protegge il loro campo e all’aiuto di Pallante e degli Etruschi, mentre Enea, dopo aver ottenuto l'aiuto di questi ultimi, chiede loro di non attaccare Laurentum.
Quella stessa notte, Enea e Turno stipulano un accordo davanti a Latino, Amata e Lavinia: saranno le loro spade a decidere le sorti della guerra. Latino accetta questo accordo, e la mattina seguente ha luogo il duello tra i due principi. Lavinia nel frattempo arriva al campo dei Troiani, dando un ultimo incoraggiamento ad Enea e decidendo di attendere lì l'esito del duello insieme a Iulo, figlio di Enea e Creusa, nato il giorno dopo la fine della guerra di Troia.
La battaglia è equilibrata e viene combattuta dapprima a colpi di lance, passando in seguito allo scontro corpo a corpo e spada contro spada. Dopo un duello incerto, è infine Enea a prevalere.
Inizia così il mito di Enea, che verrà considerato il vero capostipite della fondazione della città di Roma.